# Jay Enem
Jay Ifeanyi-Junior Tyron Enem (Amsterdam, 11 maart 2003) is een Nederlands voetballer van Nigeriaanse afkomst die doorgaans als aanvaller speelt.

## Carrière
Jay Enem speelde in de jeugd van AFC, AZ en AFC Ajax. Hij debuteerde in het betaald voetbal voor Jong Ajax op 11 maart 2022, in de met 3-3 gelijkgespeelde uitwedstrijd tegen FC Dordrecht. Hij kwam in de 89e minuut in het veld voor Ar'Jany Martha. Ook in de uitwedstrijd tegen FC Volendam mocht hij kort invallen. In de voorbereiding van het seizoen 2022/23 sloot hij bij de eerste selectie aan, met de intentie om hem zonder contract bij Jong Ajax te houden. Hij vertrok echter naar Venezia FC, waar hij een contract tot medio 2024 tekende. Hier begon hij in het onder-19-elftal. Hij debuteerde later in het seizoen, op 21 januari 2023, in het eerste elftal van Venezia. Hij viel tijdens de met 0-1 verloren thuiswedstrijd tegen FC Südtirol in de 80e minuut in voor Dennis Johnsen. In de tweede seizoenshelft werd hij verhuurd aan Serie C-club Vis Pesaro dal 1898. In het seizoen 2023/24 werd hij verhuurd aan het Cypriotische Ethnikos Achna en een seizoen later aan PAC Omonia 29M.

### Statistieken
| Seizoen                       | Club                  | Land           | Competitie     | Competitie | Competitie | Totaal | Totaal |
| Seizoen                       | Club                  | Land           | Competitie     | Wed.       | Dlp.       | Wed.   | Dlp.   |
| ----------------------------- | --------------------- | -------------- | -------------- | ---------- | ---------- | ------ | ------ |
| 2021/22                       | Jong Ajax             | Nederland      | Eerste divisie | 2          | 0          | 2      | 0      |
| 2022/23                       | Venezia FC            | Italië         | Serie B        | 1          | 0          | 1      | 0      |
| 2022/23                       | → Vis Pesaro dal 1898 | Italië         | Serie C        | 7          | 0          | 7      | 0      |
| 2023/24                       | → Ethnikos Achna      | Cyprus         | A Divizion     | 2          | 0          | 2      | 0      |
| Carrièretotaal                | Carrièretotaal        | Carrièretotaal | Carrièretotaal | 12         | 0          | 12     | 0      |
| Bijgewerkt op 9 februari 2024 |                       |                |                |            |            |        |        |